# モーリッツ・アブラハム・シュテルン
モーリッツ・アブラハム・シュテルン（独: Moritz Abraham Stern、1807年6月29日 - 1894年1月30日
）は、ドイツの数学者。
1858年にゲッティンゲン大学でカール・フリードリヒ・ガウスの後任として正教授となった。ユダヤ教から改宗せずにドイツで正教授となった初めてのユダヤ人であった。
大学教授として、シュテルンはガウスの生徒でもあったベルンハルト・リーマンを教えた。また、フェルディナント・アイゼンシュタインの平方剰余の相互法則の証明の定式化に協力した。他に平方数の2倍の数と素数の和で表現できるスターン素数について考究した。
シュテルンのdiatomic数列
1, 1, 2, 1, 3, 2, 3, 1, 4, … （オンライン整数列大辞典の数列 A002487）
は、（同じべき乗は使用せずに）2のべき乗によって、数を表現する方法の個数の数列である。
1858年には、（1861年に同様にこの木について書いたアシル・ブロコの名と合わせて）現在シュテルン–ブロコ木と呼ばれる木を導入した。